# 北领地乡村自由党
北领地乡村自由党（缩写为CLP），通称乡村自由黨（Country Liberals），是澳大利亚北领地的一个政党。该党成立于1974年。该党的政治立场是中间偏右。该党的意识形态是自由保守主义、新自由主義。该党的领袖是莉娅·菲诺基亚罗（现任北领地首席部长），副领袖是Gerard Maley，主席是Ron Kelly。该党的总部位于金吉利。该党是联盟的成员。